# レイモンド・ローウィ
レイモンド・ローウィ（仏: Raymond Loewy、1893年11月5日 - 1986年7月14日）は、フランス、パリ出身のデザイナー。
主にアメリカ合衆国で活動し、インダストリアルデザインの草分けとして知られる。「口紅から機関車まで」と言われるように様々な分野で活躍した。フランス語読みではレーモン・レヴィ。

## 人物
パリにユダヤ系のスロバキア人の家庭に生まれる。電気工学を学びつつ当時開発が盛んだった飛行機に熱中し、第一次世界大戦にフランス軍工兵大尉として従軍。軍を除隊した後1919年にニューヨークへ渡り、メイシーズ百貨店などの店舗装飾やハーパース・バザー誌でファッション・イラストレーション、グラフィックなどの仕事を始めた。
1920年代半ばにデザインを請け負う事務所を開設する。
1929年、ジグムント・ゲシュテットナー社の複写機のデザインを手がけ、これが評判になり大きく売り上げを伸ばした。それまでの複写機はむき出しの機械であったが、カバーを取り付け機能的な外観デザインにまとめたことで、工業製品におけるインダストリアル・デザインの重要性が注目を集めた。
1934年、ペンシルバニア鉄道の電気機関車GG1を風洞実験の結果、かろやかな流線型にリ・デザインする。この流線型デザインは力学的な形態の倫理により発見、設計され、以後、自動車など速度を要求される対象に採用される時代が始まった。速度、進歩、現代性などの表現として、様々なデザインにも引用される様になった。このような形状（ストリームライン・モダン）は時代の流行となり、当時のアール・デコスタイル装飾に用いられるなど主要なモチーフにもなった。デザインが流行として消費され、陳腐化させられる時代の到来でもあった。1938年、アメリカ市民権を取得し140社もの企業のデザイン・コンサルタントをつとめた。

## 主な作品
- ペンシルバニア鉄道GG1形電気機関車[1] （1936年）
- ペンシルバニア鉄道K4s形蒸気機関車（1936年） - 3768号機。K4s形を流線形に改装したもの。
- ブリルライナー（1938年） - 路面電車製造大手として知られたブリル社が最後に手掛けた電車[2]
- ペンシルバニア鉄道S1形蒸気機関車[3]
- ペンシルバニア鉄道T1形蒸気機関車[3]
- ブリティッシュ・アメリカン・タバコ「ラッキーストライク」（1940年）
- ハリクラフターズ「S-38」短波受信機（1946年）
- ボールドウィン DR-6形ディーゼル機関車（1948年） - シャークノーズと呼ばれる車体形状をデザイン
- 日本専売公社（現・日本たばこ産業）「ピース」（1951年）
- 朝日麦酒「アサヒゴールド」ラベルデザイン（1957年）
- ル・クルーゼ「コケル」（1958年）
- 不二家
  - 社章「ファミリーマーク（Fマーク）」（1961年）[4]
  - ルックチョコレート（1962年） - ロゴとパッケージのデザイン
- スチュードベーカー・アヴァンティ（1962年）
- 食品小売りチェーン「スパー」（1968年） - 以前のデザインから改定[5]
- ユナイテッド航空カラースキーム
- エアフォースワン塗装デザイン
- トランス・ワールド航空の「ツイングローブ」ロゴ。
- エールフランスのコンコルド機内インテリア（1976年）

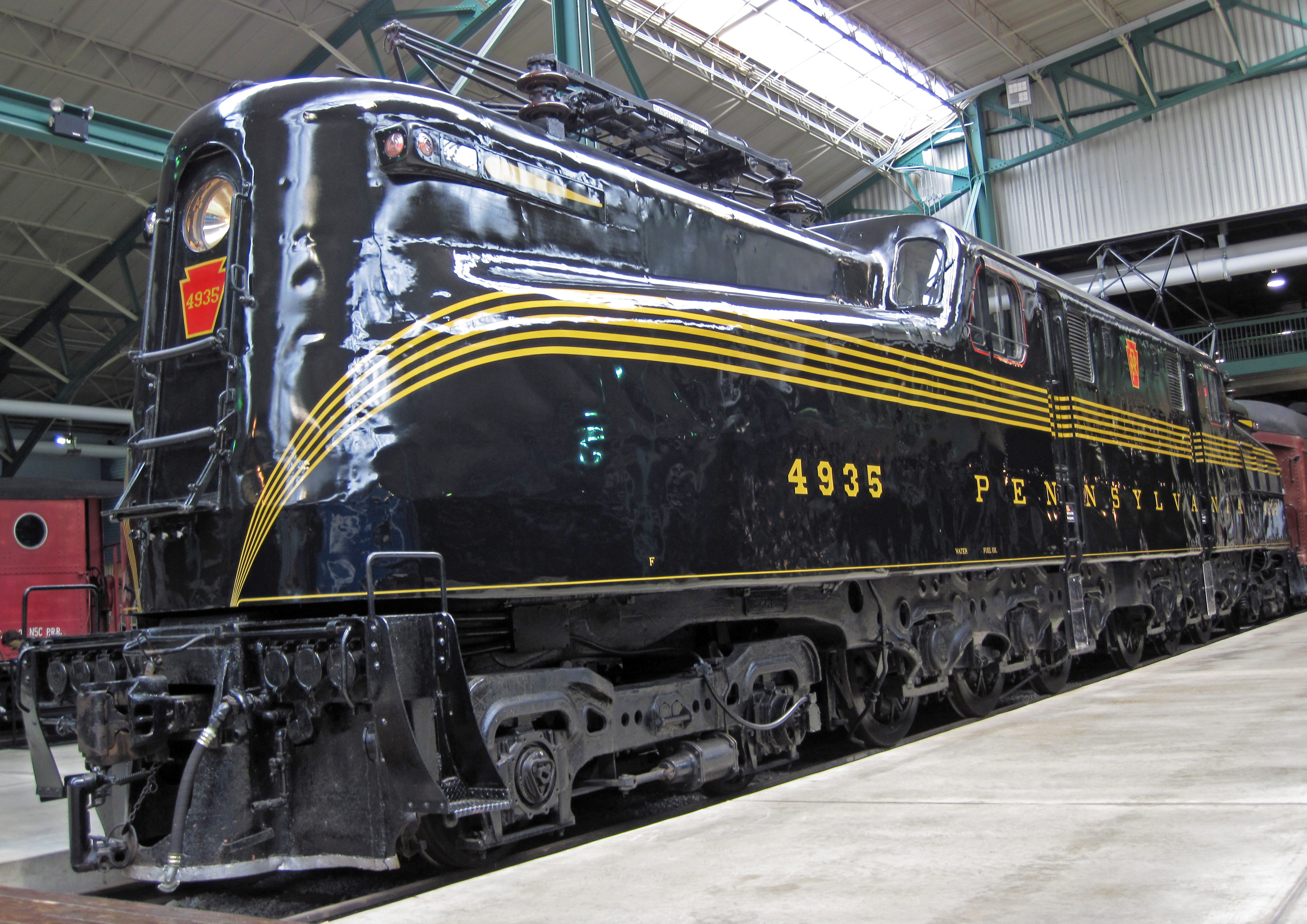
ペンシルバニア鉄道GG1
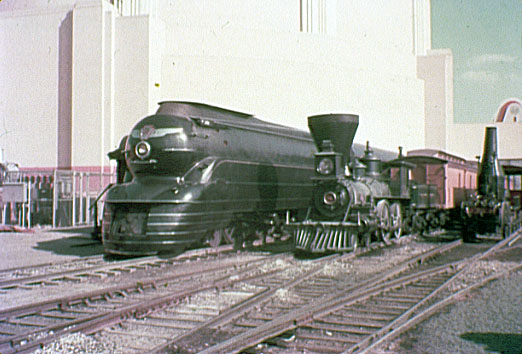
流線型のK4s形蒸気機関車（1939年ニューヨーク世界博）
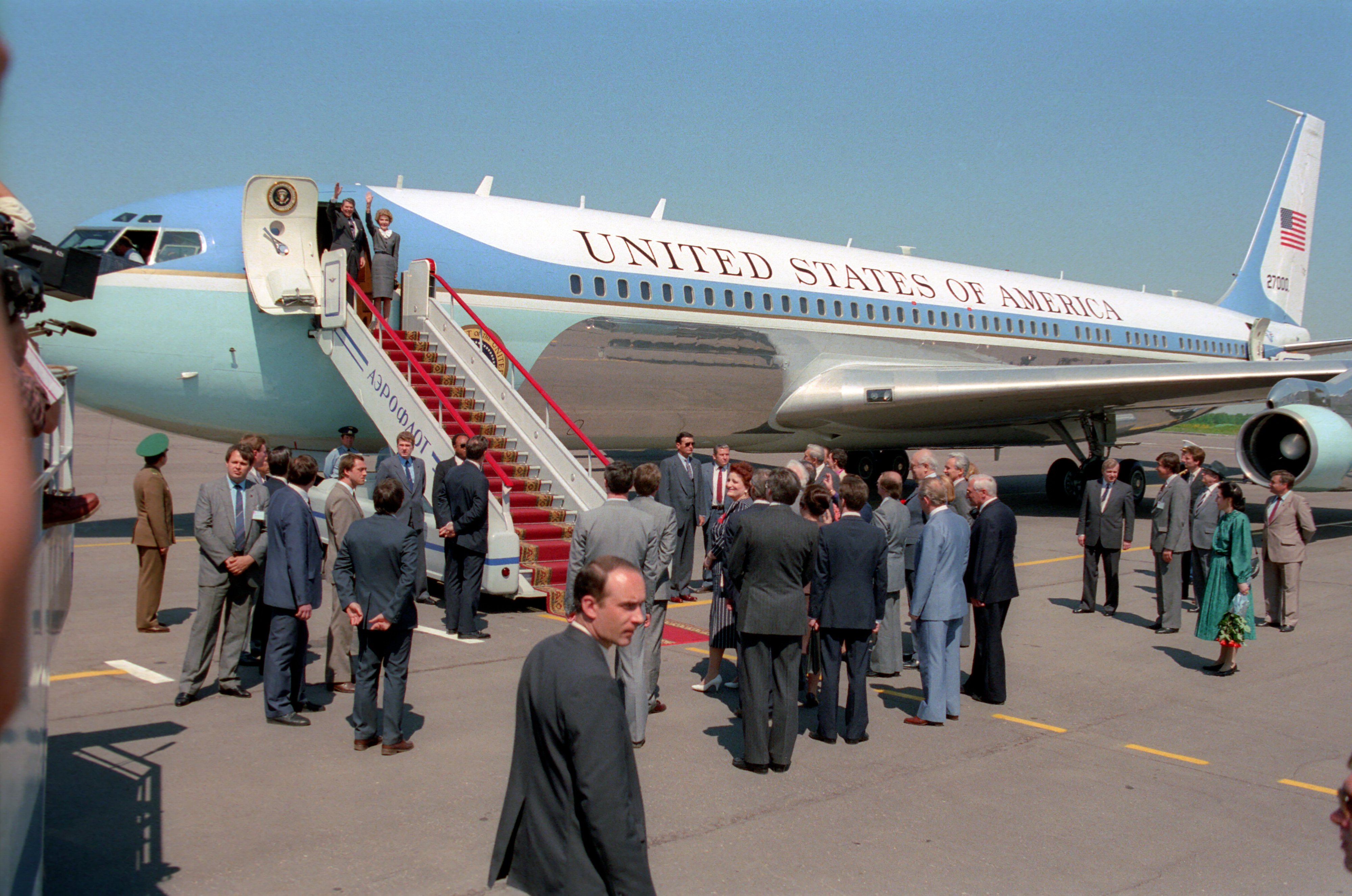
VC-137C "エアフォースワン"
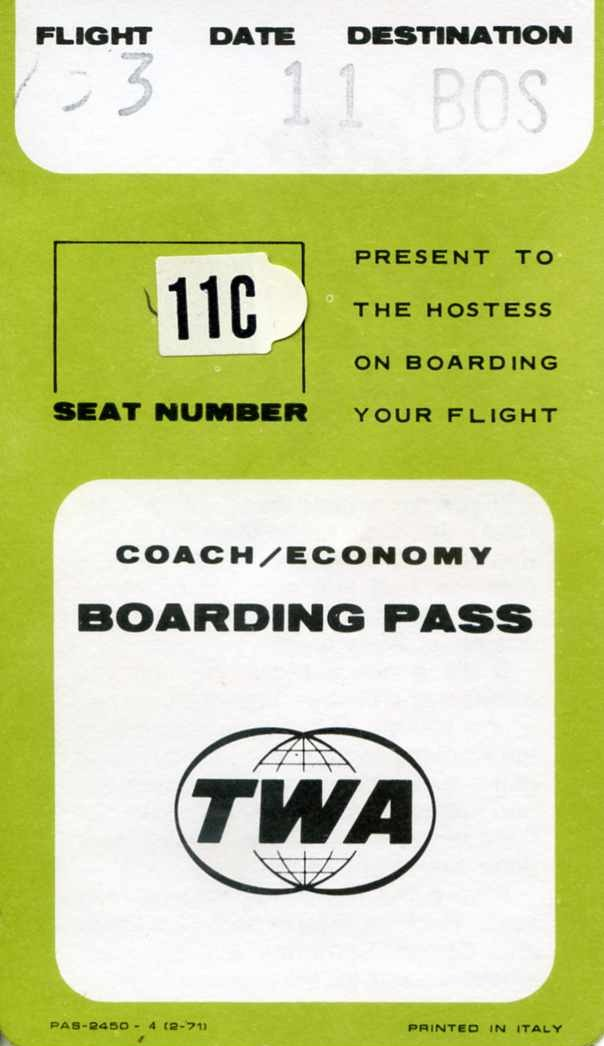
トランス・ワールド航空の搭乗券。ローウィーのデザインしたロゴマークが印刷されている
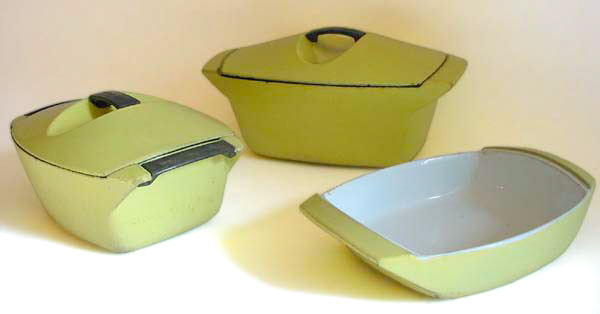
ル・クルーゼ「コケル」
エクソンのロゴマーク
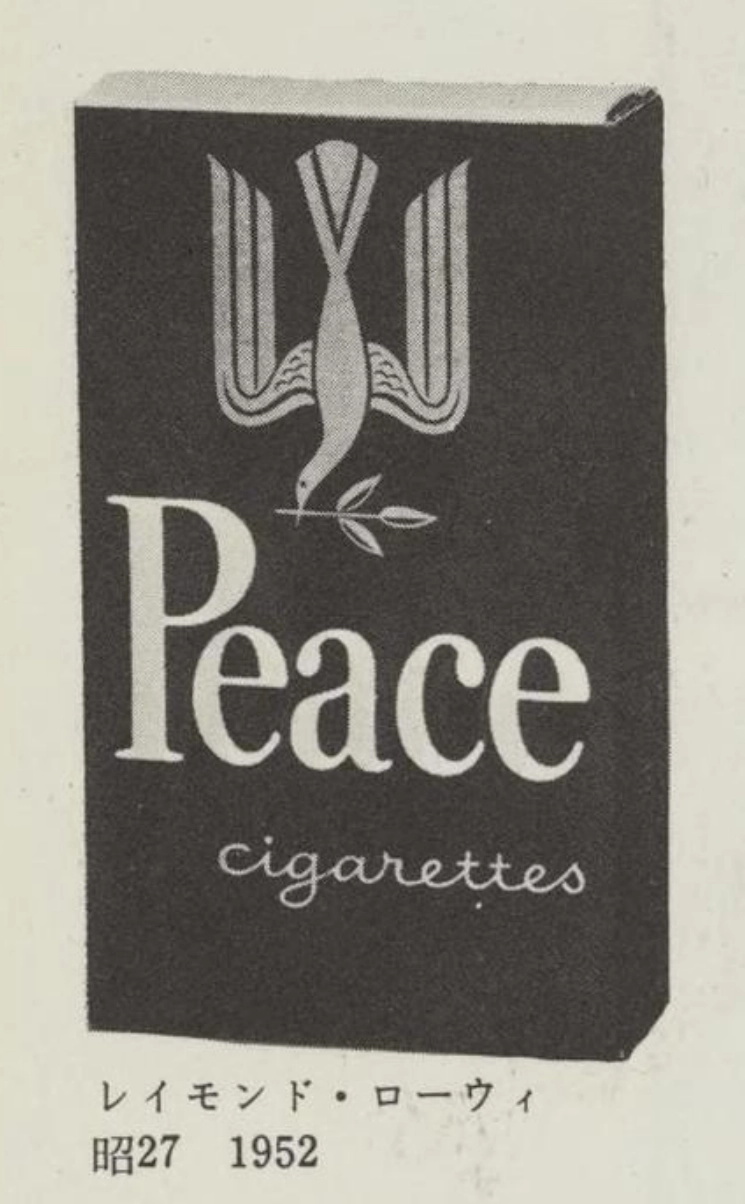
ピース（10本入）

## MAYA段階
レイモンド・ローウィが1940年頃に発見した、消費者の中に潜む「新しいものの誘惑と未知のものに対する怖れ」との臨界点。Most Advanced Yet Acceptable（先進的ではあるがぎりぎり受け入れられる）、略して「MAYA段階」と名付けた。

## 書籍
- 「口紅から機関車まで」（1951年・レイモンド・ローウィ）